# لوکا کاستیل
لوکا کاستیل (انگلیسی: Luca Castiglia؛ زادهٔ ۱۷ مارس ۱۹۸۹) بازیکن فوتبال اهل ایتالیا است.
از باشگاه‌هایی که در آن بازی کرده‌است می‌توان به باشگاه فوتبال تورینو، باشگاه فوتبال یوونتوس، باشگاه فوتبال رجانا، باشگاه فوتبال چزنا، باشگاه فوتبال امپولی، باشگاه فوتبال ویچنزا، باشگاه فوتبال پرو ورچلی، و باشگاه فوتبال اسپال اشاره کرد.